# Jacques Charpentier de Boisgibault
Pour les articles homonymes, voir Jacques Charpentier (homonymie) et Charpentier (homonymie).
Jacques Charpentier de Boisgibault est un magistrat français né le 16 février 1721 à Orléans dans l'ancienne province de l'Orléanais du royaume de France et mort en 1794.

## Biographie

### Famille
Issue de la bourgeoisie orléanaise et dont la filiation suivie remonte à Pierre Charpentier, trésorier des Ponts et Chaussées de la généralité d'Orléans, la famille Charpentier a acheté le château de Boisgibault à Ardon, commune située au sud d'Orléans, en 1712. Elle a rajouté deux ailes, les communs de la basse cour, rénové les salons et aménagé la chapelle. La famille aurait été anoblie par la charge de secrétaire du roi de France (1746) en la personne de son père, Jacques Charpentier de Mondonville (1678 - 1752), .
Jacques Charpentier de Boisgibault hérite de la propriété. La maison est aujourd'hui classée à l'inventaire supplémentaire des monuments historiques et notamment grille en fer forgé de la cour d'honneur sur laquelle figurent toujours les initiales de Jacques Charpentier de Boisgibault, qui se fait appeler monsieur de Boisgibault.
Il épouse Anne Thérèse Nouët alias Nouette (Paris, 1732- Orléans, 1794) à l'église Saint-Louis-en-l'Île de Paris le 9 février 1751, fille de Jean Jacques Nouët, conseiller du roi au Parlement de Paris, et d'Elisabeth Bruant des Carrières. 
Leur fils, Jacques Elisabeth Charpentier de Boisgibault (1752-1788), conseiller au parlement puis maître des requêtes, épouse en 1787 à Paris Justine Sarrasin de Maraise, fille de Joseph Alexandre Sarrasin de Maraise (1725-1794) associé à la manufacture de toiles peintes de Jouy 1762-1789, secrétaire du roi 1784-90, et Marie Catherine Renée Darcel, « directeur commercial et financier » de la manufacture (1767-1789), et filleule de l'entrepreneur Christophe-Philippe Oberkampf.
Leurs filles épouseront respectivement Thomas Tobie Montaudoüin de La Bonnetière (petit-fils de René Montaudouin) et du chevalier Amand Claude Masson de Saint-Amand.

### Carrière
Jacques Charpentier de Boisgibault est receveur des tailles d'Orléans (1741), commis à la recette et à la recette pour la réédification de la cathédrale Sainte-Croix d'Orléans (1742), puis grand maître des eaux et forêts d'Orléans de 1750 à 1765, et président de la Cour des aides de Paris de 1754 à 1791.
S'il n'a jamais eu la notoriété de Malesherbes, il reste dans l'histoire pour s'être opposé au roi Louis XV dans l'affaire Monnérat.. Il reçoit une lettre de cachet de Louis XV et s'exile dans ses terres d'Ardon, au château de Boisgibault. La lettre de cachet est ainsi libellée par Louis XV : « Monsieur de Boisgibault, je vous fais cette lettre pour vous dire que mon intention est que vous sortiez dans le jour de ma bonne ville de Paris et que vous vous retiriez à votre terre de Boisgibault, sans en pouvoir sortir jusqu'à nouvel ordre de ma part, à peine de désobéissance. Sur ce, je prie Dieu qu'il vous ait, Monsieur de Boisgibault, en sa bonne garde ». Écrit à Versailles, le 9 avril 1771.